# Plan director
El plan director es un documento oficial en el que los responsables de una organización (empresarial, institucional, no gubernamental...) reflejan sus intenciones para con el futuro de su compañía en el largo plazo, definiendo generalmente un período no inferior a 5 años.
Entre las características de este documento destacan que es cualitativo (no cuantitativo), objetivo (no subjetivo), y atemporal. Es cualitativo porque específica las futuras cualidades de la organización, como su estructura, su misión ante la sociedad, o su catálogo de servicios. Es objetivo porque indica el fin por el que lucha la compañía, pero no entra en detalles de cómo conseguirlo. Es atemporal porque, independientemente de la duración del plan, no establece intervalos de tiempo que rijan las prioridades a llevar a cabo en el día a día.

## Plan director para una empresa comercial
En el caso concreto de una empresa comercial (caso más común para el que se define este tipo de documento), el plan director suele recoger tres puntos principales:
- Productos y servicios
- Mercado (clientes potenciales)
- Ventajas competitivas

Cada plan director suele complementarse con un plan estratégico y, si fuese necesario, con varios planes operativos.

## Plan director para servicios públicos
En el caso de una institución pública responsable por la prestación de servicios a la población, el plan director comienza por establecer un diagnóstico de la situación actual del servicio, y definiendo las grandes metas a ser alcanzadas, estableciendo metas de cobertura, y plazos tentativos. Por ejemplo, en el plan director para el desarrollo del sistema de abastecimiento de agua potable y saneamiento de una ciudad, se define, entre otras cosas, cobertura a ser alcanzada y los plazos para alcanzar dicha meta, es decir, alcanzar al 80% de cobertura en agua potable y 60% de cobertura en saneamiento en 5 años de plazo, y el 90% de cobertura en agua potable y saneamiento en 10 años.
Los planes directores de este tipo están muy relacionados con planes directores de otras instituciones. En efecto, para seguir con el mismo ejemplo, el "Plan director del abastecimiento de agua potable y saneamiento" estará relacionado muy estrechamente con el plan de ordenamiento territorial de la ciudad o del municipio, del cual deberá recabar insumos. A su vez creará condicionantes para el plan director del sistema de suministro eléctrico, ya que tanto el sistema de agua potable como el sistema de recolección de aguas servidas consumen, en general, cantidades no despreciables de energía eléctrica.
Estos planes directores se elaboran, con la participación de equipos multidisciplinares, para períodos generalmente de 20 a 30 años, y se reajustan en promedio a cada 10 - 15 años, o cuando surge alguna condición externa, nuevas políticas, o importantes avances tecnológicos, que puede afectar el plan director vigente.
Los planes directores permiten desarrollar programas de inversiones públicas por etapas, siguiendo por ejemplo el crecimiento de la población, en forma ordenada, maximizando el uso de las infraestructuras ya existentes.
Generalmente los planes directores de servicios básicos constan de intervenciones de carácter "Estructural" u obras, y de intervenciones "No Estructurales".

### Intervenciones "No Estructurales"
Las medidas no estructurales son acciones de prevención y gestión que mediante legislación, reglamentación de la legislación (existente o propuesta) y programas de acción, buscan introducir los principios establecidos en el Plan Maestro para controlar los futuros impactos. En general, su objetivo es controlar los escurrimientos superficiales y la contaminación de los cuerpos receptores.
Las principales medidas no estructurales usualmente utilizadas son:
- Limitar el caudal de salida de cada nuevo emprendimiento del área urbana.
- Limitar y controlar la carga contaminante de las descargas en los sistemas de drenaje.
- Limitar la impermeabilización mediante el control del factor de ocupación del suelo.
- Proponer medidas que retarden el escurrimiento superficial mediante arbolado público y programas de revegetación adecuada de predios públicos y privados.
- Fijar restricciones al dominio en áreas ribereñas definidas en función del riesgo de inundación y de su vulnerabilidad
- Elaborar planes de contingencia para mitigar el daño.